# スティーブン・ホッツェ
スティーブン・フォレスト・ホッツェ（英語: Steven Forrest Hotze、1950年7月5日 - ）は、アメリカ合衆国の医師、ラジオパーソナリティ。
右派で知られている。
1976年にテキサス大学医学部卒、医学の博士号を取得。2005年にはCBSの『ジ・アーリー・ショー』に出演した。しかし、その番組内での主張に米国の医療系協会から批判がおこった。
そのほか、COVID-19ワクチンに関する主張で、識者らの間で賛否が分かれている。